# Lola (perfum)
Lola és un perfum femení creat l'any 2009 per les nassos Calice Becker i Ann Gottlieb en el marc del grup de moda del dissenyador Marc Jacobs. Està pensat especialment per a noies joves que vulguin mostrar la seva cara més sensual i respon a les expectatives més introspectives de Marc Jacobs: crear una moda atrevida tot buscant la forma d'innovar a fi de captivar el nombre més gran possible de consumidors. Va sortir a la venda l'agost de 2009 i la marca va apostar fortament per la publicitat protagonitzada per la model Karlie Kloss.

## Concepció de la fragància
Els darrers anys, el dissenyador Marc Jacobs ha esdevingut un dels màxims exponents de la moda. Lola, la seva segona fregància, té molt a veure amb la seva anterior, Daisy. Posant un nom de persona a les fragàncies aconsegueixen donar-los personalitat pròpia i fer-les més properes a les consumidores. El nom de Lola va ser escollit per la seva sonoritat lingual especial i vol suggerir les propietats d'aquest perfum. Lola va ser concebuda com la germana descarada de Daisy. Aquesta porta una aroma dolça, innocent, elegant i actual, mentre que Lola és el caràcter oposat, ja que transmet energia, sensualitat i molta força ensisadora.

## Composició
Destaca per la seva aroma floral i afruitada. Porta notes de pebre rosa i pera d'Anjou tot deixant percebre les pinzellades de peònia fúcsia, roses, geranis i vainilla.
El flascó és de vidre lleugerament transparent de color lila i representa el viu reflex de les sensacions que transmet la fragància. La seva forma llisa, arrodonida, més ampla pels costats i estreta per la part inferior pretén anar en consonància amb l'estil de les consumidores. El tap té forma de rosa oberta amb pètals brillants de color rosa, lila i blau.